# Streetviú
Streetviú es un programa televisivo dentro de la categoría reportaje/documental producido por Molinos de Papel, que se emite en la cadena de televisión española #0 desde el 23 de febrero de 2017. 

## Reportajes

### Temporada 1
| No. Serie | No. Temp. | Título                                                       | Fecha de emisión      |
| --------- | --------- | ------------------------------------------------------------ | --------------------- |
| 1         | 1         | «Betis, la calle del arte»                                   | 23 de febrero de 2017 |
| 2         | 2         | «El Cabañal, la luz de Sorolla»                              | 2 de marzo de 2017    |
| 3         | 3         | «Gràcia, el paseo del modernismo»                            | 9 de marzo de 2017    |
| 4         | 4         | «San Nicolás, el mirador de las culturas»                    | 16 de marzo de 2017   |
| 5         | 5         | «La Concha, historia de una barandilla»                      | 23 de marzo de 2017   |
| 6         | 6         | «Plaza de la Independencia, el mensaje oculto de Carlos III» | 30 de marzo de 2017   |